# 黄帝陵 (涿鹿县)
黄帝陵又称涿鹿黄帝陵位于河北省涿鹿县境内，是中国数个黄帝陵之一。无具体建筑存在。目前，温泉屯乡里虎沟村西南桥山脚下被认为是黄帝陵寝地废墟，建有黄帝殿。
中国学界对黄帝陵的存在争议。同属涿鹿县的矾山镇境内有涿鹿故城，又称黄帝城。1957年，在涿鹿故城发现新石器时期文物。此后，在涿鹿县境内，与黄帝、蚩尤等传说人物相关的遗址得到旅游开发和确认。在此背景下，温泉屯乡的黄帝陵寝地废墟之上建有黄帝殿。殿内安放混元禅师题写的黄帝殿石碑和整体石雕香鼎。栾庄乡小矾山村东北被认为是桥山黄帝庙遗址所在。2015年4月4日，当地举行涿鹿桥山祭祀轩辕黄帝大典，同时树立“涿鹿桥山轩辕黄帝庙遗址”碑。
2019年时，第十三届全国人大代表郭建仁提出《关于确认河北涿鹿桥山黄帝陵和设立涿鹿桥山黄帝陵国家公祭的建议》。11月21日，国家文物局网站发布《国家文物局对十三届全国人大二次会议第7979号建议的答复》表示，文物部门曾多次对遗址进行调查、试掘。2014年时，河北省文物研究所、吉林大学边疆考古研究中心和涿鹿县文物局组织联合发掘情况表明，涿鹿故城的始建年代可能不会早于战国时期，在涿鹿故城的周边地区则发现了新石器时代晚期的遗存。涿鹿故城遗址的性质与归属问题还需要深入的学术研究，尚不能从考古学角度对涿鹿黄帝陵进行确认。